# Ferenc Krausz
Ferenc Krausz (født 17. maj 1962) er en ungarsk fysiker, der arbejder med attosekund-videnskab. Han er direktør for Max Planck Institute of Quantum Optics og professor i eksperimentalfysik ved Ludwig-Maximilians-Universität München i Tyskland. Hans forskningsgruppe har genereret og målt den første attosekund-puls og brugt det til at fange en elektron bevægelser inden i atomer, der grundlagde attofysik. I 2023 modtog han nobelprisen i fysik sammen med Pierre Agostini og Anne L'Huillier.